# Lavoir du marché Lenoir
La lavoir du marché Lenoir est un ancien lavoir du 12e arrondissement de Paris, en France.

## Localisation
Les restes de l'édifice sont situés dans le 12e arrondissement de Paris, au 3 rue de Cotte. Simple façade, elle sépare actuellement de la rue le terrain de sport d'une école.

## Historique
Le lavoir du marché Lenoir, construit en 1830, est à l'origine situé au 9 rue de Cotte, numéro toujours inscrit sur la façade à côté de l'enseigne de l'édifice (« Grand Lavoir du marché Lenoir »). Dernier lavoir de Paris, sa façade conservée est transportée par la suite à quelques dizaines de mètres, à son emplacement actuel.
La façade de l'édifice est inscrite au titre des monuments historiques en 1988.